# Leonid Ivašov
Leonid Grigorjevič Ivašov (* 31. srpna 1943, Frunze, Sovětský svaz) je ruský generálplukovník v záloze.
V lednu 2022 obvinil ruského prezidenta Vladimira Putina, že se snaží vyprovokovat válku s Ukrajinou kvůli udržení u moci, a vyzval ho k odstoupení.

## Život
Absolvoval vojenskou školu v Taškentu. Během invaze vojsk Varšavské smlouvy do Československa, která ukončila Pražské jaro, byl velitelem roty v sovětské armádě. V roce 1974 vystudoval Vojenskou akademii M. V. Frunzeho v Moskvě.
V letech 1976 až 1984 pracoval na ministerstvu obrany jako pobočník ministra Dmitrije Ustinova. V roce 1987 se zde stal vedoucím odboru.
V letech 1996 až 2001 byl náčelníkem hlavní správy mezinárodní vojenské spolupráce na ministerstvu obrany Ruské federace; do jeho gesce spadala spolupráce mezi členy Společenství nezávislých států. V červenci 2001 ho Putin z funkce sesadil.
V prosinci 2011 avizoval zájem kandidovat do funkce prezidenta Ruska ve volbách roku 2012. Ústřední volební komise však jeho nominaci z administrativních důvodů odmítla.
V roce 2003 založil Všeruské důstojnické shromáždění, které sdružuje důstojníky ve výslužbě s konzervativními názory a jehož je předsedou. Na stránkách této organizace v lednu 2022 jejím jménem publikoval výzvu, v níž ruského prezidenta Vladimira Putina vybídl, aby se zřekl „zločinné politiky provokování války“ a odstoupil. Ruské občany vyzval, aby aktivně protestovali proti propagandě a rozpoutání války s Ukrajinou.
Válka by podle Ivašova mohla přinést desítky tisíc obětí na obou stranách. Pokusy přinutit lidi hrozbami a ultimáty, aby milovali Rusko a jeho vůdce, jsou proto podle Ivašova nesmyslné a nebezpečné. Ukazatele ve všech životně důležitých oblastech se podle něj stále zhoršují. „Vedení země chápe, že není schopno vyvést zemi ze systémové krize a rozhodlo se pro politiku znamenající definitivní zničení ruské státnosti a vyhubení původního obyvatelstva země,“ uvedl Ivašov.